# Her Bridal Nightmare
Her Bridal Nightmare er en amerikansk stumfilm fra 1920 af Al Christie.

## Medvirkende
- Eddie Barry
- Gino Corrado
- Helen Darling
- Colleen Moore som Mary
- Earle Rodney som Jack